# Love Me (píseň, Lena Meyer-Landrut)
Love Me je popová píseň od Německé zpěvačky Lena Meyer-Landrut. Napsal ji společně s Stefanem Raabem . Pochází z jejího debutového alba My Cassette Player.

## Hitparáda
| Země      | Umístění |
| --------- | -------- |
| Švýcarsko | 38       |
| Rakousko  | 28       |
| Německo   | 4        |